# Rijswijk (Batavia)

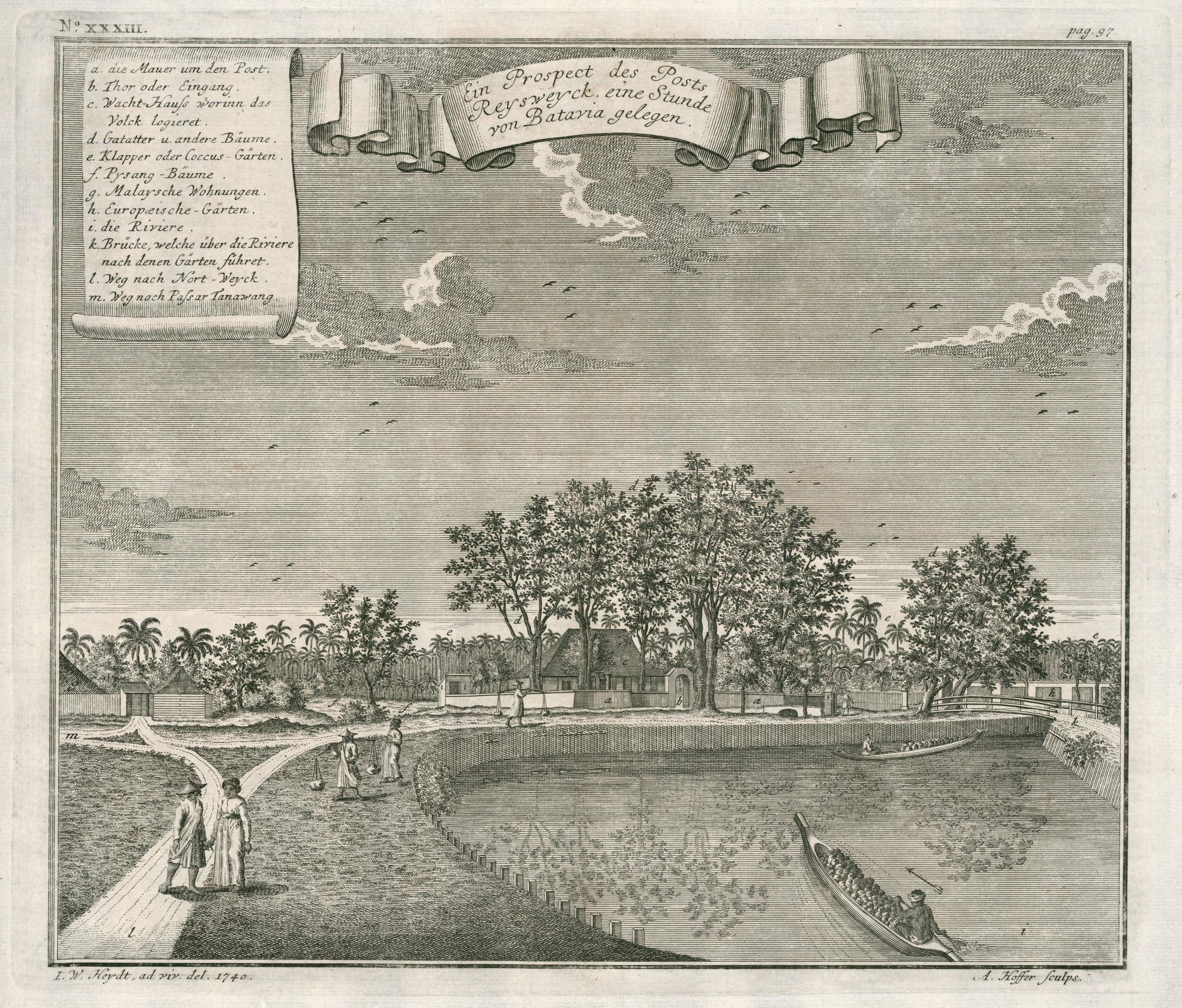
Zicht op Fort Rijswijk, gravure met legenda van: Johann Wolfgang Heydt (tekenaar), Andreas Hoffer (graveur/etser), Johann Carl Tetschner (uitgever)

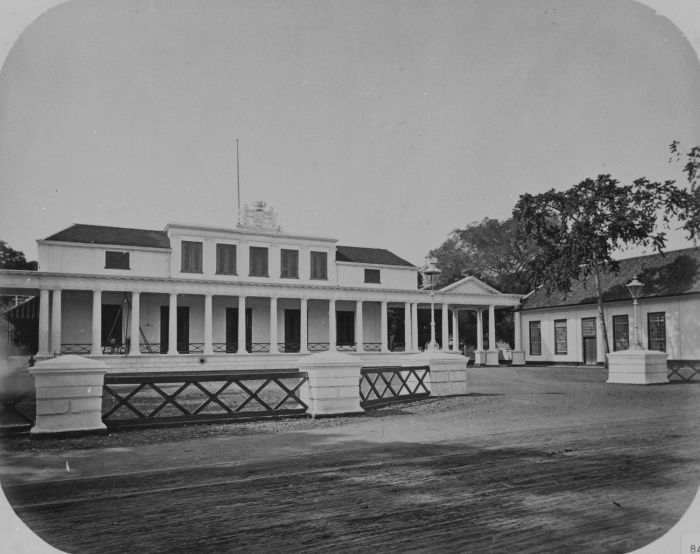
Het voormalig paleis van de gouverneur-generaal in Rijswijk Batavia

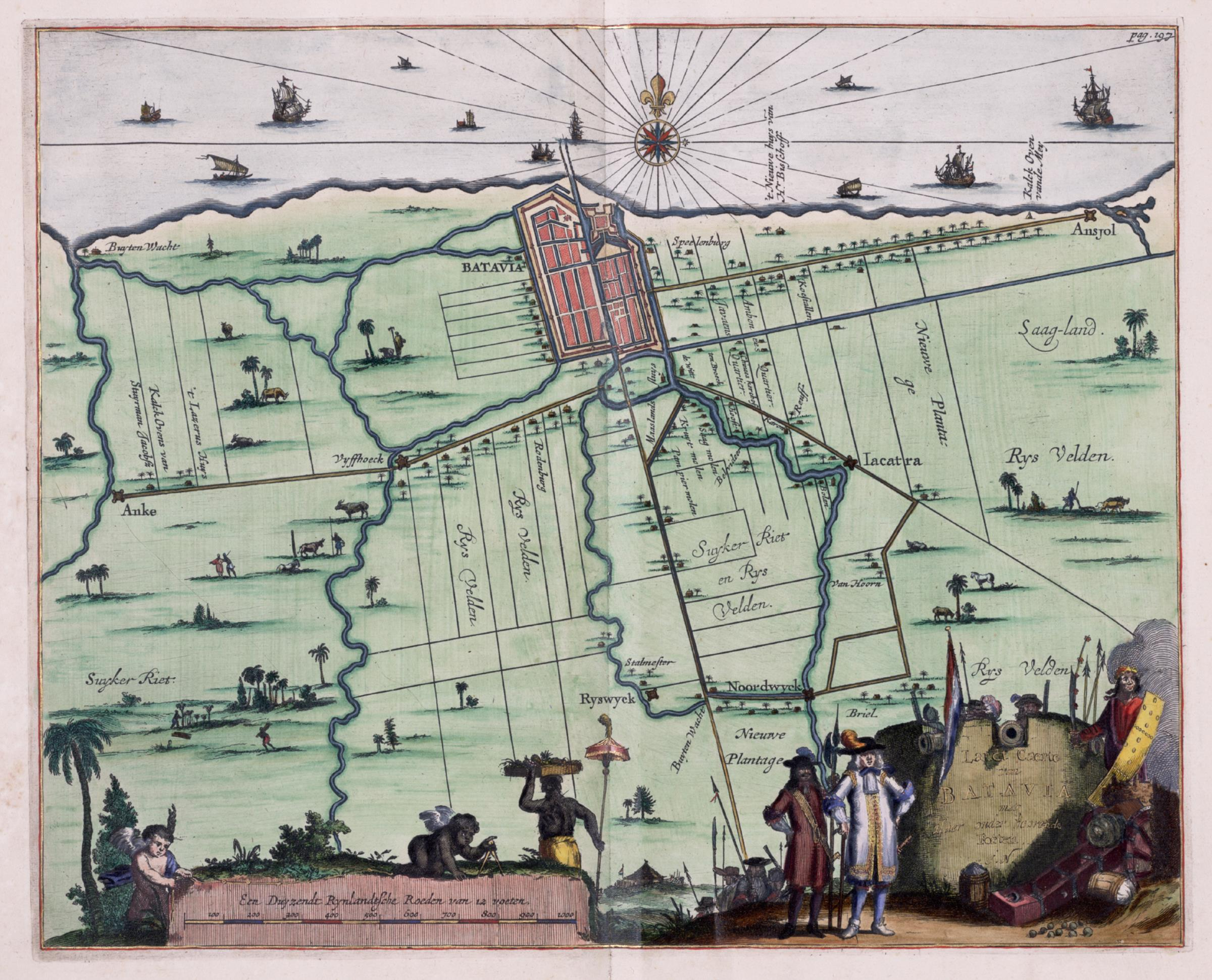
"Ryswyck" ten zuiden van Batavia-Stad

Rijswijk in Batavia was de naam van een weg en het daaraan grenzende land aan het Moolenvliet in Batavia.

## Geschiedenis
De naam Rijswijk in Batavia is afkomstig van het in de VOC-tijd gestichte Fort Rijswijk, dat aan de zuidkant van Batavia lag. Dit fort was gebouwd om de aanvallen van Javanen op de stad te voorkomen. Toen later het fort in onbruik raakte en het was afgebroken, bleef de naam Rijswijk verbonden aan de plek waar het gestaan had, in de zuidelijk gelegen weg langs het Moolenvliet. Hetzelfde geldt voor het iets verderop aan de noordkant van het Moolenvliet gelegen Fort Noordwijk.

## Naam
De naam was ontleend aan het land waarop rijst verbouwd werd, waarbij in het toenmalige Nederlands rijst als 'rijs' werd uitgesproken; een andere versie is, dat de naam aan het voormalige paleis te Rijswijk (Huis ter Nieuburch) in Zuid-Holland refereerde.
In 1796 verrees aan het Rijswijk de woning van de rijke koopman Jacob Andries van Braam. Later werd er de ambtswoning van de gouverneur-generaal in werd gevestigd onder de naam Paleis Rijswijk. 

## Anno nu
Anno nu liggen het Moolenvliet, de weg Rijswijk en het Paleis Rijswijk er nog steeds, zij het met de respectieve Indonesische namen: Ciliwung, Jalan Veteran/Jl. Ir. H. Juanda en het noordelijk deel van het Istana Negara (presidentieel paleis).